# Contea di Rockwall
La contea di Rockwall in inglese Rockwall County è una contea dello Stato del Texas, negli Stati Uniti. La popolazione al censimento del 2010 era di 87 809 abitanti. Il capoluogo di contea è Rockwall. La contea e il suo capoluogo prendono il nome da una formazione rocciosa sotterranea che si trova appunto nella zona.

## Geografia
| Anno | Popolazione | ±%     |
| ---- | ----------- | ------ |
| 1880 | 2,984       | Note:  |
| 1890 | 5,972       | 100.1% |
| 1900 | 8,531       | 42.8%  |
| 1910 | 8,072       | −5.4%  |
| 1920 | 8,591       | 6.4%   |
| 1930 | 7,658       | −10.9% |
| 1940 | 7,051       | −7.9%  |
| 1950 | 6,156       | −12.7% |
| 1960 | 5,878       | −4.5%  |
| 1970 | 7,046       | 19.9%  |
| 1980 | 14,528      | 106.2% |
| 1990 | 25,604      | 76.2%  |
| 2000 | 43,080      | 68.3%  |
| 2010 | 78,337      | 81.8%  |

Secondo l'Ufficio del censimento degli Stati Uniti d'America la contea ha un'area totale di 149 miglia quadrate (390 km²), di cui 127 miglia quadrate (330 km²) sono terra, mentre 22 miglia quadrate (57 km², corrispondenti al 15% del territorio) sono costituiti dall'acqua. Si tratta della contea più piccola dell'intero Stato del Texas.

### Strade principali
- Interstate 30
- U.S. Highway 67
- State Highway 66
- State Highway 205
- State Highway 276

### Contee adiacenti
- Collin County (nord)
- Hunt County (est)
- Kaufman County (sud)
- Dallas County (ovest)

## Istruzione
Nella contea sono presenti due distretti scolastici:
- Rockwall Independent School District
- Royse City Independent School District